# HHA Typ DT6
Der DT6 (Doppel-Triebwagen 6) ist eine künftige Generation von Elektrotriebwagen für die Hamburger U-Bahn. Wie die bisherigen Fahrzeuggenerationen wird der DT6 für den normalspurigen Betrieb und eine Versorgung mit 750-Volt-Gleichstrom über seitliche Stromschiene ausgelegt sein. Das Fahrzeug wird in zwei Varianten als DT6-F für den halbautomatischen Betrieb auf den bestehenden Linien, zunächst auf den Linien U2 und U4, und als DT6-A für den fahrerlosen Betrieb auf der künftigen Linie U5 hergestellt.
Das Fahrzeug wird durch Alstom Transport Deutschland am Standort Salzgitter produziert, die Auslieferung der ersten 48 Einheiten soll ab Anfang 2028 erfolgen.

## Konzeption
Der DT6 wurde auf Basis der Metropolis-Plattform von Alstom entwickelt und ähnelt in verschiedenen Aspekten der Vorgängergeneration DT5, weist jedoch auch bedeutende Unterschiede zu dieser auf. Wie der DT5 wird eine Einheit des DT6 knapp 40 Meter lang sein, in Edelstahl-Bauweise ausgeführt und über sechs Doppeltüren pro Fahrzeugseite verfügen. Wie sein Vorgänger wird auch der DT6 in 80 m langen Doppel- und 120 m langen Dreifachtraktionen einsetzbar sein, sodass die auf den einzelnen Linien zur Verfügung stehenden Bahnsteiglängen (U1/U2/U4/U5: ca. 120 m; U3: ca. 90 m) (annähernd) vollständig ausgenutzt werden.
Im Unterschied zum dreiteilig aufgebauten DT5 wird der DT6 vierteilig ausgeführt mit zwei längeren End- und zwei kürzeren Mittelteilen, die jeweils über Jakobsdrehgestelle miteinander verbunden sind. Durch die Erhöhung der Zahl der Drehgestelle von vier auf fünf kann die Beförderungskapazität gegenüber dem DT5 erhöht werden, da aufgrund der zahlreichen älteren Brücken- und Viaduktstrecken der Hochbahn eine Begrenzung der Achslast der Fahrzeuge auf maximal 10 Tonnen gilt.
Der DT6 wird mit 2,73 m 13 cm breiter als der DT5 und das bislang breiteste Fahrzeug der Hamburger U-Bahn sein. Die Verbreiterung wurde zum einen durch die präzise Messung und Berechnung der tatsächlich erforderlichen Abstände zwischen Fahrzeug und Streckeninfrastruktur – im Gegensatz zu den zuvor angesetzten pauschalen Sicherheitsabständen – und zum anderen durch die Reduzierung der Länge der einzelnen Wagen erreicht, wodurch diese in Kurvenlagen weniger weit aus der Gleisachse ausschwenken. Durch die Verbreiterung des Fahrzeugprofils und die Reduzierung der Wagenkastenlänge wird zudem an Bahnsteigen in Kurvenlage der Abstand zwischen Bahnsteigkante und Fahrzeug reduziert, wodurch eine Verbesserung in Hinblick auf die Barrierefreiheit erreicht wird.
Das Innenraumkonzept sieht eine gemischte Konfiguration aus Längs- und Quersitzen, Stehplätzen und Multifunktionsflächen für Rollstuhlfahrer und Personen mit Kinderwagen und größeren Gepäckstücken vor.
Fahrgastinformation
Das neue Fahrzeug soll über ein umfangreiches und differenziertes graphisches Fahrgastinformationssystem verfügen, in dem u. a. auf Wechseltexte verzichtet wird und jedem Monitorelement dauerhaft ein bestimmter Informationstyp (Angabe der nächsten Station, von Anschlussmöglichkeiten etc.) zugeordnet wird, sodass alle Informationen permanent verfügbar sind.

### Varianten
Der DT6 wird in zwei Varianten hergestellt: Der Typ DT6-A ist für den fahrerlosen Betrieb auf der künftigen Linie U5 vorgesehen, während der Typ DT6-F für den konventionellen bzw. halbautomatischen Betrieb auf den bestehenden Linien vorgesehen ist. Er soll die zwischen 1988 und 2006 beschafften Fahrzeuge der Baureihe DT4 ersetzen und zudem die Flotte in Hinblick auf weitere Angebotserweiterungen im Bestandsnetz vergrößern.
Die Kapazität des Typs DT6-F liegt bei 280 Personen, beim Typ DT6-A aufgrund des Wegfalls der Fahrerabteile an den Zugenden bei rund 300 Fahrgästen. Dies entspricht gegenüber der Vorgängergeneration DT5 einer Steigerung um 60 bzw. 80 Plätze oder rund 27 bzw. 36 Prozent. Die Erhöhung wird insbesondere durch die Reduzierung der Zahl der Sitzplätze von 96 auf 58 (DT6-F) bzw. 66 (DT6-A) erreicht.

## Ausschreibung und Vergabe
Eine erste europaweite Ausschreibung für das Fahrzeug wurde am 30. September 2014 veröffentlicht, jedoch später eingestellt, nachdem die Hochbahn aufgrund ihrer großen Zufriedenheit mit dem zu dieser Zeit neu beschafften Typ DT5 zunächst Nachbestellungen für diesen auslöste.
Eine erneute Ausschreibung für den DT6 wurde im Oktober 2022 veröffentlicht, die Vergabe sollte bis Ende desselben Jahres erfolgen.
Nachdem in der ersten Ausschreibung vorgesehen war, zunächst lediglich 40–80 Einheiten mit einer Option auf weitere 80 Fahrzeuge zu bestellen, wurde die Anzahl in der zweiten Ausschreibung auf 48 feste Bestellungen und eine Option auf weitere 322 Einheiten bzw. eine Gesamtzahl von 370 Fahrzeugen erhöht. Dabei sollten 120 Einheiten des Typs DT6-A und 250 des Typs DT6-F beschafft werden.
Vergabe an Alstom
Am 10. Juli 2024 gaben die Hochbahn und die französische Alstom-Gruppe den Abschluss eines Rahmenvertrags über die Lieferung des neuen Fahrzeugs sowie der CBTC-Steuerungs- und Sicherungstechnik für die fahrerlos betriebene Strecke der künftigen Linie U5 bekannt. Die Vereinbarung umfasst ein Gesamtvolumen von bis zu 2,8 Milliarden Euro für die Lieferung von bis zu 374 Fahrzeugen, davon 254 Einheiten des Typs DT6-F und 120 Einheiten des Typs DT6-A.
Die erste, bereits abgerufene Tranche hat ein Volumen von 670 Millionen Euro und beinhaltet die Lieferung von 48 Fahrzeugen, davon 41 Einheiten des DT6-F und 7 des DT6-A, sowie der Steuerungs- und Sicherungstechnik für den ersten Streckenabschnitt der U5 zwischen Bramfeld und Borgweg. Die Produktion soll 2026 aufgenommen werden, die Auslieferung der ersten Fahrzeuge ist für Anfang 2028 avisiert.